# Ruumissaari (ö i Lappland, Östra Lappland, lat 66,25, long 27,91)
Ruumissaari är en ö i Finland. Den ligger i sjön Yli-Suolijärvi och i kommunen Posio i den ekonomiska regionen  Östra Lapplands ekonomiska region  och landskapet Lappland, i den norra delen av landet, 700 km norr om huvudstaden Helsingfors. Öns area är 2,5 hektar och dess största längd är 300 meter i öst-västlig riktning.